# Penthophlebia climena
Penthophlebia climena là một loài bướm đêm trong họ Geometridae.